# Clairo
Claire Elizabeth Cottrill (Atlanta, 18 de agosto de 1998), conocida como Clairo, es una cantante y compositora estadounidense. Obtuvo reconocimiento en el 2017 por su canción lo-fi «Pretty Girl», que se viralizó en YouTube. Su debut profesional fue con el EP Diary 001 (2018) y su primer álbum, Immunity (2019). En el 2021, publicó su segundo disco, Sling, que fue bien recibido tanto por la crítica como por el público.

## Biografía
Claire Elizabeth Cottrill nació el 18 de agosto de 1998 en la ciudad de Atlanta, Estado de Georgia, Estados Unidos. Hija del ejecutivo de empresas Geoff Cottrill, creció en la ciudad de Carlisle, Massachusetts.

## Carrera

### 2011-2017: inicios y «Pretty Girl»
Clairo comenzó a grabar covers a la edad de 13 años y aprendió a tocar la guitarra gracias a tutoriales de Internet. Durante ese tiempo, MTV la contactó para grabar una canción que se usaría como música de fondo para uno de sus shows, pero que jamás se publicó ni usó. Bajo los nombres de Clairo y DJ Baby Benz, comenzó a publicar música en la plataforma Bandcamp mientras asistía a la escuela secundaria Concord-Carlisle y comenzó a publicar covers, canciones y mezclas de música rap en SoundCloud a la vez que mantuvo un canal de YouTube donde publicó más covers y cortometrajes.
Clairo llamó la atención por primera vez a finales del año 2017 cuando el video de su canción «Pretty Girl» se hizo viral en YouTube. La canción fue grabada para una compilación de indie rock en beneficio del Centro de Derecho Transgénero de Estados Unidos. Según ella, grabó la canción «usando los recursos a mi alrededor, los cuales eran bastante malos». La cantante atribuyó el interés al video al sistema de algoritmos de YouTube. El video también se hizo popular entre los grupos de Facebook de vaporwave. Otra canción que subió a la plataforma un mes antes, «Flamin Hot Cheetos», también se viralizó y obtuvo 3 millones de visualizaciones en julio de 2018.
El éxito de «Pretty Girl» despertó el interés de discográficas como Capitol Records, RCA Records y Columbia Records. Clairo finalmente firmó un contrato discográfico de 12 canciones con la discográfica Fader Label gracias a la ayuda de Jon Cohen, cofundador de la revista The Fader, asociada a la discográfica, quien, además, presentó a la cantante con Pat Corcoran, mánager del rapero Chance the Rapper. Asimismo, después del éxito de «Pretty Girl», varios usuarios de redes sociales como Reddit llamaron a Clairo una industry plant, es decir, una artista a quien contactos facilitaron su éxito en la industria musical. La cantante negó dichas acusaciones y las llamó «sexistas». Revistas como The Guardian y The Ringer alegaron que los contactos del padre de Clairo podrían haber facilitado su primer contrato discográfico.

### 2018-2019:Diary 001eImmunity

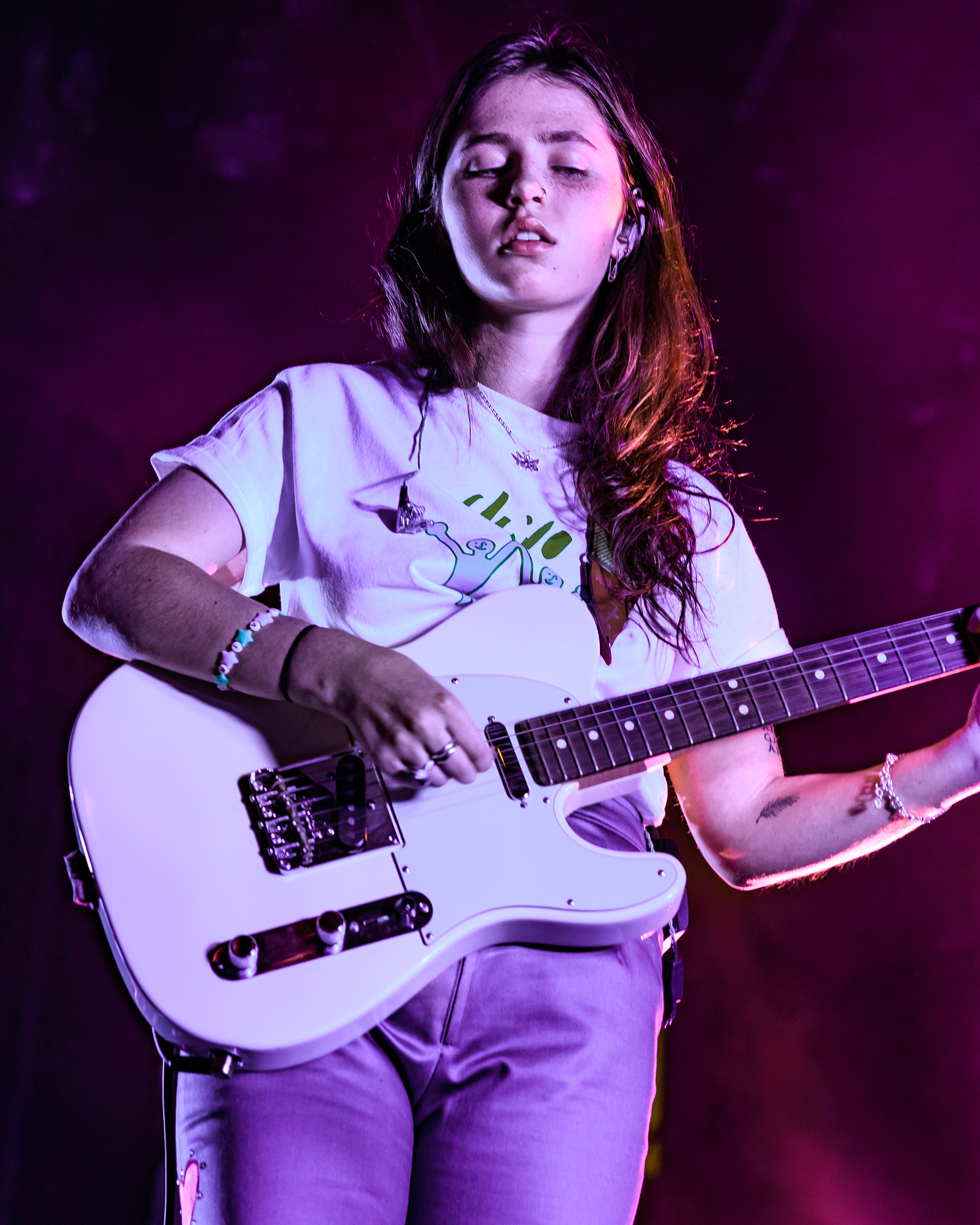
Clairo en el Teatro El Rey de Los Ángeles (2019).

El 25 de mayo de 2018, Clairo lanzó su EP debut, Diary 001. En su crítica para Pitchfork, la colaboradora de The Fader Sasha Geffen escribió que el proyecto debería calmar a «las legiones de detractores que la descartaron como una artista de un solo éxito o una industry plant». Para ese entonces, «Pretty Girl» había acumulado más de 15 millones de visualizaciones en YouTube. Ese mismo mes, Clairo anunció una gira por América del Norte y fue telonera de Dua Lipa. Su show de julio de ese año en el Bowery Ballroom de Nueva York agotó entradas. En octubre de 2018, actuó en el Lollapalooza y se presentó en el Festival de Música de Coachella de 2019.
El 24 de mayo de 2019, Clairo lanzó «Bags», el primer sencillo de su primer disco, Immunity, el cual anunció ese mismo día y lanzó el 2 de agosto de 2019. Además, lanzó dos sencillos más para el álbum: «Closer to You» y «Sofia». Esta última canción se hizo viral en la plataforma de videos Tik Tok más de un año después de su publicación. Tras el éxito comercial del álbum, Apple Music nombró a Clairo «nueva artista relevante» en agosto de 2019. El 6 de septiembre de ese mismo año, Clairo hizo su debut televisivo interpretando «I Wouldn't Ask You» en el programa de Jimmy Kimmel, 11 días antes de interpretar «Bags» en el programa de Ellen DeGeneres.
En diciembre de 2019, Clairo ganó el Premio al Artista Pop del Año en los Boston Music Awards por segundo año consecutivo, así como el de Álbum del Año por Immunity. El sencillo «Bags» se incluyó en más de 15 listas de críticos de las mejores canciones de la década, así como Immunity se incluyó en más de 10 listas de críticos hacia fines de ese año, incluidas The Guardian, Pitchfork, Billboard y Los Angeles Times. A partir de 2019, Clairo empezó a ser representada por Mike Ahern y Jimmy Bui.

### 2020-2023:Sling
El 20 de abril del 2020, Clairo anunció en su cuenta de Twitter que se encontraba trabajando en su segundo álbum. Ese mes, publicó una demo titulada «February 15, 2020 london, uk (demo)». Además, lanzó una canción inédita, «Everything I Know». En octubre, formó la banda Shelly con el artista Claud y Josh Mehling y Noah Frances Getzug, amigos suyos que conoció en la Universidad de Siracusa. La agrupación publicó dos canciones el 30 de octubre del 2020, «Steeeam» y «Natural».
El 10 de junio del 2021, la cantante realizó los coros de la canción «Solar Power», de la cantante neozelandesa Lorde. El 11 de junio, publicó «Blouse», el primer sencillo de su segundo álbum, Sling, que anunció ese mismo día. El 24 de junio, la revista Our Culture nombró a «Blouse» como una de las mejores canciones de esa semana. Clairo interpetó el sencillo en el programa de Jimmy Kimmel el día de su lanzamiento. El 16 de julio de ese mismo año, Sling fue publicado y recibió buenas críticas tanto de la crítica como del público. Además, apareció en varias listas de los mejores discos del 2021.
En febrero del 2022, Clairo comenzó la gira del disco. Sin embargo, canceló las últimas tres fechas en Norteamérica después de que un incidente técnico en su concierto en Toronto dañó su audición temporalmente. De igual forma, su show inaugural en Bristol fue cancelado a causa de un caso de sinusitis que afectó su voz.
El 12 de mayo del 2023, después de haber formado parte de remixes para la banda Phoenix y la artista beabadoobee, la cantante publicó el EP Live At Electric Lady.Ese mismo mes, publicó en BandCamp las canciones «For Now» y «Lavender», cuyos fondos fueron destinados a las organizaciones sin fines de lucro Everytown for Gun Safety y Doctors Without Borders.

### 2024-presente: Charm
El 23 de mayo del 2024, Clairo anunció la publicación de su tercer disco, Charm, para el 12 de julio de ese mismo año, y publicó su primer sencillo, «Sexy to Someone».

## Vida personal

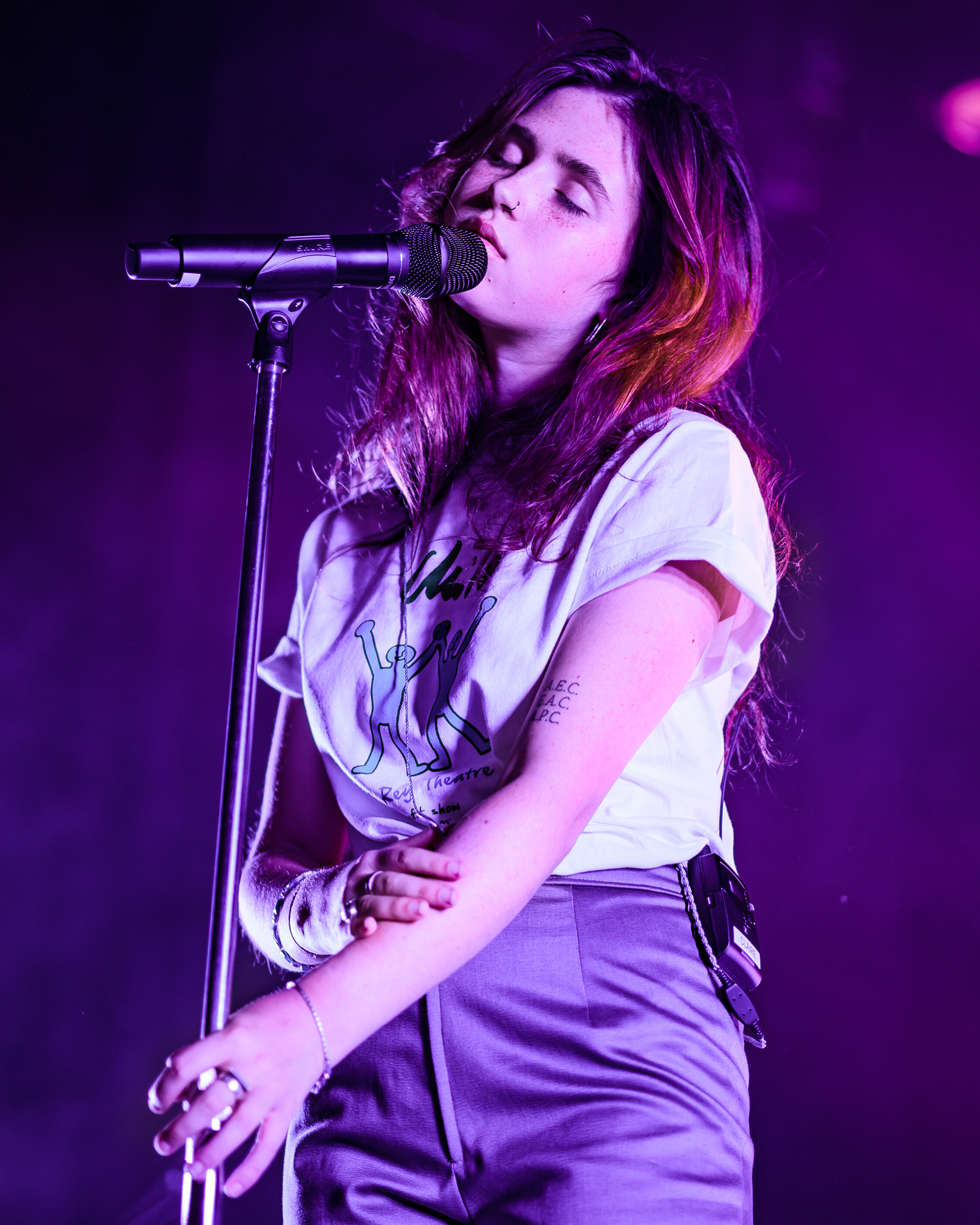
Clairo actuando en el teatro El Rey en Los Angeles, California, EE. UU (11 de abril de 2019)

Clairo fue diagnosticada con artritis reumatoide juvenil a los 17 años. En 2017, asistió a la Universidad de Siracusa. En mayo de 2018, la cantante se declaró bisexual en su cuenta de Twitter. Sobre esto último, en una entrevista, explicó que los amigos abiertamente homosexuales que hizo en la universidad fueron los que la ayudaron a salir del armario, inspirándose en «su confianza y su disposición a exponerse».

### Influencias
Clairo llamó al disco Wincing the Night Away, de The Shins, como el primero que la entusiasmó e inspiró por completo para hacer música. Durante los primeros años de su carrera, dijo haber hecho musicalmente «lo que quería» después que muchos a su alrededor le dijeron que una carrera en la música era poco probable. Además, la cantante confesó que otras de sus influencias musicales fueron una mezcla del gusto musical de su madre y su padre, como los artistas Al Green, Brenton Wood, Billy Paul y las bandas Cocteau Twins, Trashcan Sinatras, The The y Public Image Ltd.

## Discografía

### Álbumes de estudio
| Título   | Detalles |
| -------- | --- |
| Immunity | - Fecha de lanzamiento: 2 de agosto de 2019 - Discográfica: Fader Label - Formatos: CD, descarga digital y vinilo |
| Sling    | - Fecha de lanzamiento: 16 de julio de 2021 - Discográfica: Fader Label - Formatos: CD, descarga digital y vinilo |
| Charm    | - Fecha de lanzamiento: 12 de julio de 2024 - Discografía: Fader Label - Formatos: CD, descarga digital y vinilo  |

### EP
| Título                | Detalles                                                                                           |
| --------------------- | -------------------------------------------------------------------------------------------------- |
| Diary 001             | - Fecha de lanzamiento: 25 de mayo de 2018 - Discográfica: Fader Label - Formato: descarga digital |
| Live at Electric Lady | - Fecha de lanzamiento: 12 de mayo de 2023 - Discográfica: Fader Label - Formato: descarga digital |

## Premios y nominaciones
| Año  | Organización        | Premio                         | Trabajo premiado | Resultado | Ref.          |
| ---- | ------------------- | ------------------------------ | ---------------- | --------- | ------------- |
| 2018 | Boston Music Awards | Artista del año                | Ella misma       | Nominada  | [ 53 ] [ 54 ] |
| 2018 | Boston Music Awards | Artista pop del año            | Ella misma       | Ganadora  | [ 53 ] [ 54 ] |
| 2018 | Boston Music Awards | Álbum/EP del año               | Diary 001        | Nominada  | [ 53 ] [ 54 ] |
| 2019 | Boston Music Awards | Artista del año                | Ella misma       | Nominada  | [ 55 ] [ 56 ] |
| 2019 | Boston Music Awards | Artista pop del año            | Ella misma       | Ganadora  | [ 55 ] [ 56 ] |
| 2019 | Boston Music Awards | Álbum del año                  | Immunity         | Ganadora  | [ 55 ] [ 56 ] |
| 2019 | Boston Music Awards | Canción del año                | «Bags»           | Nominada  | [ 55 ] [ 56 ] |
| 2019 | BBC Radio 1         | Sencillo del año               | «Bags»           | Nominada  | [ 57 ]        |
| 2020 | NME Awards          | Mejor Canción del Mundo        | «Bags»           | Nominada  | [ 58 ]        |
| 2020 | NME Awards          | Mejor Nueva Creación del Mundo | Ella misma       | Ganadora  | [ 58 ]        |